# Tamerville
Tamerville est une commune française, située dans le département de la Manche en région Normandie, peuplée de 693 habitants.

## Géographie

### Hydrographie
La commune est située dans le bassin Seine-Normandie. Elle est drainée par le Merderet, la rivière de Gloire, le ruisseau de Franqueterre, le bras 01 de Gloire, le cours d'eau 01 de Haut Tifaine, le cours d'eau 01 des Grelettes, le cours d'eau 01 des Rougettes, le cours d'eau 01 d'Ussebrac, le cours d'eau 02 de la commune de Tamerville, le cours d'eau 04 de Gloire, le cours d'eau 04 de la commune de Saint-Germain-de-Tournebut, le Merderert et divers autres petits cours d'eau,.
Le Merderet, d'une longueur de 36 km, prend sa source dans la commune  et se jette  dans la Douve en limite de Beuzeville-la-Bastille et de Sainte-Mère-Église, après avoir traversé 17 communes. 
La rivière de Gloire, d'une longueur de 18 km, prend sa source dans la commune de Saussemesnil et se jette  dans la Douve à Négreville, après avoir traversé cinq communes. 

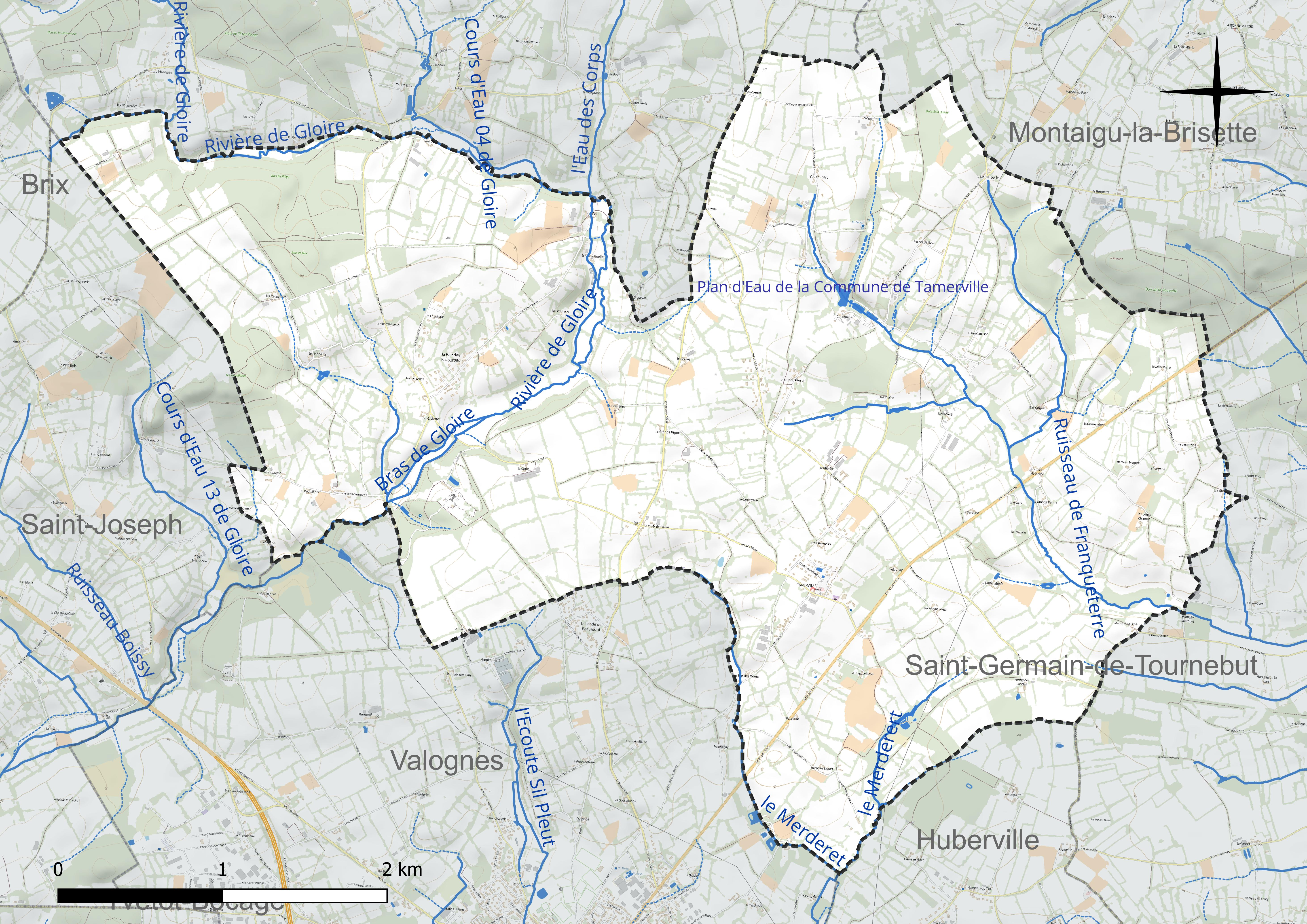
Réseau hydrographique de Tamerville.

Un plan d'eau complète le réseau hydrographique : le plan d'eau de la commune de Tamerville (1,1 ha),.

### Climat
Pour des articles plus généraux, voir Climat de la Normandie et Climat de la Manche.
En 2010, le climat de la commune est de type climat océanique franc, selon une étude du CNRS s'appuyant sur une série de données couvrant la période 1971-2000. En 2020, Météo-France publie une typologie des climats de la France métropolitaine dans laquelle la commune est exposée à un climat océanique et est dans la région climatique  Normandie (Cotentin, Orne), caractérisée par une pluviométrie relativement élevée (850 mm/a) et un été frais (15,5 °C) et venté. Parallèlement le GIEC normand, un groupe régional d’experts sur le climat, différencie quant à lui, dans une étude de 2020, trois grands types de climats pour la région Normandie, nuancés à une échelle plus fine par les facteurs géographiques locaux. La commune est, selon ce zonage, exposée à un « climat maritime », correspondant au Cotentin et à l'ouest du département de la Manche, frais, humide et pluvieux, où les contrastes pluviométrique et thermique sont parfois très prononcés en quelques kilomètres quand le relief est marqué.
Pour la période 1971-2000, la température annuelle moyenne est de 10,8 °C, avec une amplitude thermique annuelle de 11,3 °C. Le cumul annuel moyen de précipitations est de 930 mm, avec 14 jours de précipitations en janvier et 7 jours en juillet. Pour la période 1991-2020, la température moyenne annuelle observée sur la station météorologique la plus proche, située sur la commune de Gonneville-Le Theil à 11 km à vol d'oiseau, est de 11,0 °C et le cumul annuel moyen de précipitations est de 940,4 mm,. Pour l'avenir, les paramètres climatiques de la commune estimés pour 2050 selon différents scénarios d’émission de gaz à effet de serre sont consultables sur un site dédié publié par Météo-France en novembre 2022.

## Urbanisme

### Typologie
Au 1er janvier 2024, Tamerville est catégorisée commune rurale à habitat dispersé, selon la nouvelle grille communale de densité à sept niveaux définie par l'Insee en 2022.
Elle est située hors unité urbaine. Par ailleurs la commune fait partie de l'aire d'attraction de Cherbourg-en-Cotentin, dont elle est une commune de la couronne,. Cette aire, qui regroupe 77 communes, est catégorisée dans les aires de 50 000 à moins de 200 000 habitants,.

### Occupation des sols
L'occupation des sols de la commune, telle qu'elle ressort de la base de données européenne d’occupation biophysique des sols Corine Land Cover (CLC), est marquée par l'importance des territoires agricoles (93 % en 2018), une proportion identique à celle de 1990 (93 %).
La répartition détaillée en 2018 est la suivante : prairies (63,8 %), terres arables (18,8 %), zones agricoles hétérogènes (10,4 %), forêts (7 %).
L'évolution de l’occupation des sols de la commune et de ses infrastructures peut être observée sur les différentes représentations cartographiques du territoire : la carte de Cassini (XVIIIe siècle), la carte d'état-major (1820-1866) et les cartes ou photos aériennes de l'IGN pour la période actuelle (1950 à aujourd'hui).

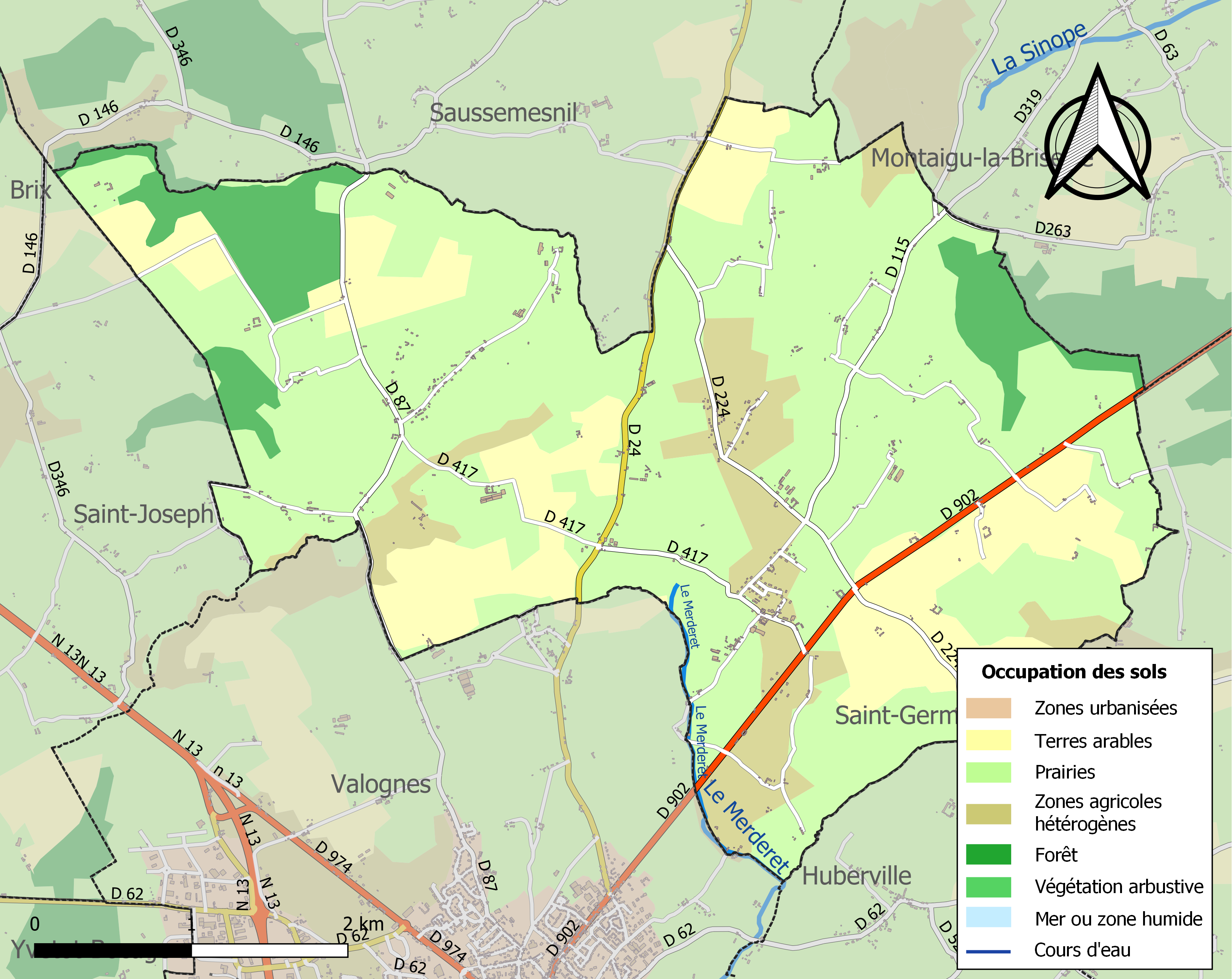
Carte des infrastructures et de l'occupation des sols de la commune en 2018 (CLC).

## Toponymie
Le nom de la localité est attesté sous les formes Tamerville (s.d., cartulaire de Montebourg) ; Tamerville vers 1280 (pouillé).
Il s'agit d'une formation toponymique médiévale en -ville au sens ancien de « domaine rural », un type toponymique très fréquent dans le Cotentin, précédé d'un nom de personne selon le cas général. François de Beaurepaire penche pour le nom de personne germanique *Tatmarus qu'il pense non attesté, bien qu'il semble mentionné au XIe siècle dans un document allemand. René Lepelley pour sa part considère que le même nom Tatmar (sans la désinence latinisante) est d'origine scandinave.
Remarque : l'élément anthroponymique MAR est effectivement commun aux langues germaniques occidentales et nordiques au sens de « célèbre, réputé ». 
Le gentilé est Tamervillais.

## Histoire

### Préhistoire
Des haches celtiques ont été mises au jour sur le territoire communal.

### Moyen Âge
Le château fort aurait été bâti par l'un des compagnons de croisade du duc de Normandie Robert Courteheuse en 1096.
Au XIIe siècle, la paroisse relevait de l'honneur de La Haye.
En 1354, la paroisse a pour seigneur Nicolas de Chiffrevast.
Au milieu du XVe siècle, Robert Danneville est cité comme seigneur de Chiffrevast.

### Époque contemporaine
L'affaire criminelle Alfred Moulin s'est déroulée à Tamerville et fut jugée par la cour d'assises de la Manche, à Coutances, le 15 juin 1939.

## Politique et administration
| Période                                  | Période   | Identité             | Étiquette | Qualité     |
| ---------------------------------------- | --------- | -------------------- | --------- | ----------- |
| 1995                                     | mars 2014 | Janine Mouchel-Cadet |           |             |
| mars 2014                                | En cours  | Jean-Pierre Berteaux | SE        | Agriculteur |
| Les données manquantes sont à compléter. |           |                      |           |             |

## Population et société

### Démographie
L'évolution du nombre d'habitants est connue à travers les recensements de la population effectués dans la commune depuis 1793. Pour les communes de moins de 10 000 habitants, une enquête de recensement portant sur toute la population est réalisée tous les cinq ans, les populations de référence des années intermédiaires étant quant à elles estimées par interpolation ou extrapolation. Pour la commune, le premier recensement exhaustif entrant dans le cadre du nouveau dispositif a été réalisé en 2005.
En 2022, la commune comptait 693 habitants, en évolution de +6,29 % par rapport à 2016 (Manche : −0,31 %, France hors Mayotte : +2,11 %).
| 1793  | 1800  | 1806  | 1821  | 1831  | 1836  | 1841  | 1846  | 1851  |
| ----- | ----- | ----- | ----- | ----- | ----- | ----- | ----- | ----- |
| 1 264 | 1 255 | 1 401 | 1 224 | 1 363 | 1 294 | 1 328 | 1 262 | 1 181 |

| 1856  | 1861  | 1866  | 1872 | 1876 | 1881 | 1886 | 1891 | 1896 |
| ----- | ----- | ----- | ---- | ---- | ---- | ---- | ---- | ---- |
| 1 058 | 1 026 | 1 039 | 991  | 992  | 919  | 882  | 836  | 774  |

| 1901 | 1906 | 1911 | 1921 | 1926 | 1931 | 1936 | 1946 | 1954 |
| ---- | ---- | ---- | ---- | ---- | ---- | ---- | ---- | ---- |
| 731  | 722  | 696  | 636  | 663  | 680  | 680  | 657  | 665  |

| 1962 | 1968 | 1975 | 1982 | 1990 | 1999 | 2005 | 2006 | 2010 |
| ---- | ---- | ---- | ---- | ---- | ---- | ---- | ---- | ---- |
| 564  | 530  | 478  | 479  | 553  | 577  | 573  | 580  | 644  |

| 2015 | 2020 | 2022 | - | - | - | - | - | - |
| ---- | ---- | ---- | - | - | - | - | - | - |
| 652  | 688  | 693  | - | - | - | - | - | - |

### Manifestations culturelles et festivités
L'association Tam'Culture propose chaque année plusieurs manifestations : pièce de théâtre, feu de la Saint-Jean, vide-greniers[réf. nécessaire]…

## Culture locale et patrimoine

### Lieux et monuments
- Château de Chiffrevast des XVIIe – XIXe siècles classé au titre des monuments historiques par arrêté du 18 mars 1996 et le parc est inscrit à l'IGPC[42]. Il a été construit en 1618, près de l'emplacement de l'ancien château, par Henri de Chiffrevast.

C'est Hervé de Chiffrevast d'Anneville (1570-1649), seigneur de Chiffrevast et de Tamerville, chevalier de Bricquebosq qui démolit l'ancien château détruit en partie par Geoffroy d'Harcourt et bâtit l'actuel château. Chapelle du XVIIe siècle.
En 1802, le domaine est acquis par Charles-François Lebrun (1739-1824), duc de Plaisance, troisième consul et prince-architrésorier de l'Empire.
À la fin du XIXe siècle, fortune faite, Eugène Bretel fait l'acquisition du château.
C'est dans les sous-sols du château que fut aménagé, en 1944, le centre de communication américain.
- Église Notre-Dame-de-l'Assomption des XIIe, XVIIe – XIXe siècles classée au titre des monuments historiques par arrêté du 19 mai 1906, avec tour octogonale romane du XIIe siècle et une façade du XVIIIe siècle. L'édifice abrite une statuette de saint Firmin du XVe, des autels et retables secondaires du XVIIIe, des peintures murales du XVe, un retable aux douze Apôtres du XVIe, un confessionnal du XVIIIe, une Vierge de Pitié du XVe, une statue de saint Jacques du XIVe classés au titre objet aux monuments historiques[43], une statue de saint Jean Baptiste en terre cuite de Sauxemesnil[44], ainsi que la chapelle funéraire de la famille de Chiffrevast qui eut un rang distingué dans le Cotentin du XIe au XVe siècle.
- Manoir de la Sainte-Yverie du XVIe siècle, avec tour d'escalier, partiellement inscrit au titre des monuments historiques par arrêté du 30 décembre 1986[45].
- Manoir de Belaunay. L'ensemble est de la fin XVIe début XVIIe siècle[46]. Dans une cour fermée quadrangulaire, le logis flanqué d'une tour d'escalier avec deux éguets en partie haute, est couvert d'un toit de schiste.
- La Grande Ferme des XVIIe – XVIIIe siècles.
- Ancien presbytère avec son cadran solaire daté de 1765, et qui de nos jours abrite les services de la mairie[44].
- Ancien moulin de l'Arche du XVIe siècle.

### Personnalités liées à la commune
- Marie-Madeleine Postel (1756-1846), sainte, fondatrice d'une congrégation dont un orphelinat s'implanta dans la commune[47]. La communauté s'installera dix-sept ans dans l'ancien couvent des sœurs de Saint Vincent de Paul au Hamel au Bon et deviendra un ouvroir-orphelinat jusqu'en 1971[44].